# Heathens
Heathens è un singolo del gruppo musicale statunitense Twenty One Pilots, pubblicato il 16 giugno 2016.
Insieme a Stressed Out, è il singolo di maggior successo del duo, avendo raggiunto le prime dieci posizioni in Australia, Nord America e diversi paesi europei, tra cui il secondo posto nella Billboard Hot 100. I due brani si sono divisi il primo posto nella Hot Rock & Alternative Songs di Billboard per oltre 65 settimane, rendendo i Twenty One Pilots l'artista di maggior successo nella storia della classifica. Heathens, in particolare, è rimasta per 30 settimane di fila al primo posto della classifica, segnando un altro record. 
Ai Grammy Awards 2017 ottiene le nomination nelle categorie miglior canzone rock e miglior interpretazione rock.
Il brano fa parte della colonna sonora del film del 2016 Suicide Squad.

## Descrizione
Il brano, caratterizzato da strofe rappate e un ritornello dove la voce sintetizzata di Tyler Joseph viene accompagnata dalle note di un pianoforte, è stato realizzato per la colonna sonora ufficiale del film del 2016 Suicide Squad. È stato definito da Billboard come un brano alternative pop condito da sonorità hard rock e un testo angoscioso.
La sua pubblicazione è stata anticipata il 15 giugno 2016 da un messaggio in codice Morse sul profilo Twitter dei Twenty One Pilots, recitante "take it slow", frase presa direttamente dal testo della canzone, per poi essere reso disponibile per il download digitale il giorno seguente.

## Video musicale
Nel video ufficiale del brano, pubblicato il 21 giugno 2016 e diretto da Andrew Donoho, il cantante Tyler Joseph viene portato in una prigione di massima sicurezza e rinchiuso in una cella. Qui gli appaiono visioni del batterista Josh Dun, che avvolto dalla luce suona spostandosi tra le celle; la cella di Joseph si apre, e questi lo segue. Entrati in un'ampia stanza con un palco, Joseph si toglie la divisa da carcerato rimanendo in abito da sera e si unisce a Dun per suonare. Verso la fine del video altri carcerati si avvicinano al palco per ascoltare la loro canzone. Al termine di essa il palco, Josh Dun e gli altri carcerati scompaiono, e Tyler Joseph rimane seduto da solo, con di nuovo la divisa addosso, mentre le guardie carcerarie lo accerchiano. Le scene sono alternate ad alcuni estratti del film Suicide Squad.
Il video ha vinto il premio come "miglior video rock" agli MTV Video Music Awards 2016.

## Tracce
Testi e musiche di Tyler Joseph.
CD, download digitale
1. Heathens – 3:15

CD promozionale
1. Heathens (Standard Version) – 3:15
2. Heathens (Score Version) – 3:45
3. Heathens (Instrumental) – 3:15
4. Heathens (TV Track) – 3:15
5. Heathens (Acapella) – 3:15

## Formazione
- Tyler Joseph – voce, pianoforte, basso, tastiera, sintetizzatore, programmazione
- Josh Dun – batteria, percussioni

## Classifiche

### Classifiche settimanali
| Classifica (2016)                | Posizione massima |
| -------------------------------- | ----------------- |
| Australia                        | 3                 |
| Austria                          | 4                 |
| Belgio (Fiandre)                 | 11                |
| Belgio (Vallonia)                | 25                |
| Canada                           | 3                 |
| Danimarca                        | 11                |
| Finlandia                        | 6                 |
| Francia                          | 12                |
| Germania                         | 9                 |
| Irlanda                          | 4                 |
| Italia                           | 11                |
| Lussemburgo                      | 5                 |
| Norvegia                         | 4                 |
| Nuova Zelanda                    | 2                 |
| Paesi Bassi                      | 12                |
| Portogallo                       | 4                 |
| Regno Unito                      | 5                 |
| Repubblica Ceca                  | 1                 |
| Spagna                           | 35                |
| Stati Uniti                      | 2                 |
| Stati Uniti (alternative)        | 1                 |
| Stati Uniti (rock & alternative) | 1                 |
| Svezia                           | 6                 |
| Svizzera                         | 3                 |
| Ungheria                         | 7                 |

### Classifiche di fine anno
| Classifica (2016)  | Posizione |
| ------------------ | --------- |
| Australia          | 27        |
| Austria            | 18        |
| Canada             | 22        |
| Germania           | 34        |
| Islanda            | 23        |
| Italia             | 45        |
| Nuova Zelanda      | 24        |
| Regno Unito        | 38        |
| Stati Uniti        | 21        |
| Stati Uniti (rock) | 3         |
| Svizzera           | 34        |
| Classifica (2017)  | Posizione |
| Canada             | 67        |
| Stati Uniti        | 58        |
| Stati Uniti (rock) | 2         |
| Svizzera           | 81        |

### Classifiche di fine decennio
| Classifica (2010-19) | Posizione |
| -------------------- | --------- |
| Stati Uniti          | 93        |